# Кам'янка (гора)
Кам'янка — вершина (1578 м над рівнем моря) у південно-західній частині Ґорґан, що є частиною Східних Бескидів. Ця гора розташована на південний захід від Синевирської Поляни.